# Rae Sloan Bredin

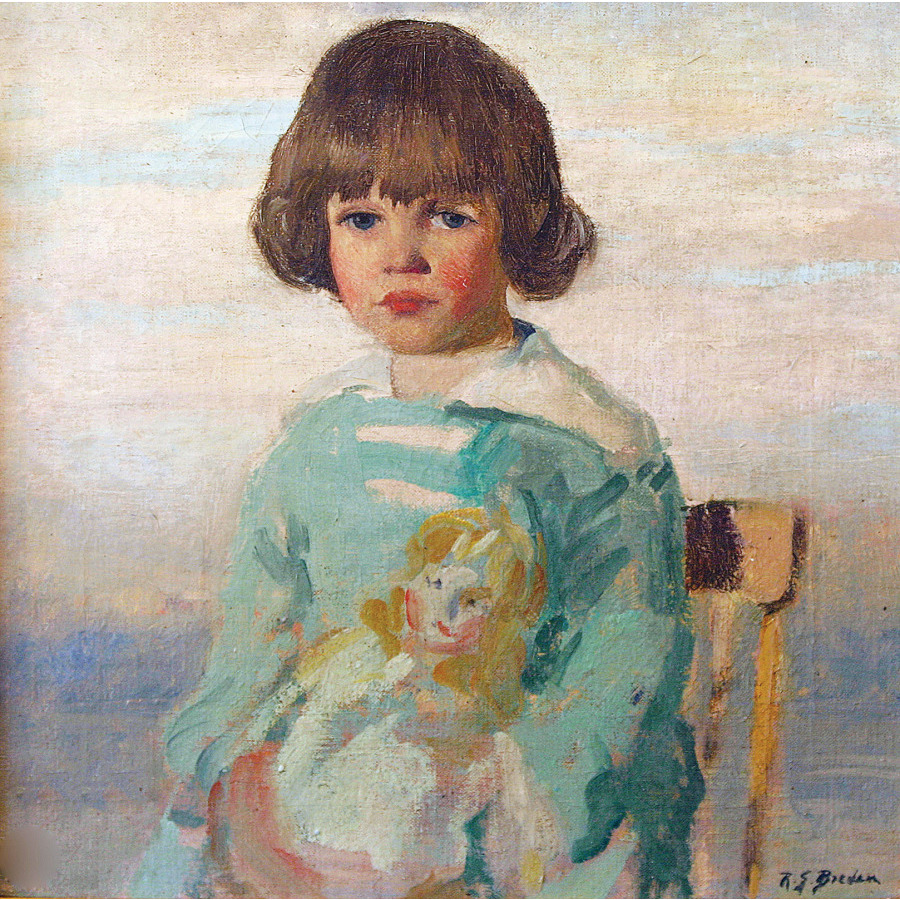
RAE SLOAN BREDIN Jean with Doll c. 1923

Rae Sloan Bredin (9 de septiembre de 1880 - 16 de julio de 1933) fue un pintor estadounidense, miembro de la escuela de impresionistas de New Hope, Pensilvania. Es conocido por sus paisajes apacibles de primavera y verano con grupos relajados de mujeres y niños.

## Vida
Rae Sloan Bredin nació el 9 de septiembre de 1880 en Butler, Pensilvania, hijo de Stephen Lowrie Collins Bredin y Catherine Sloan. Su padre era médico. Recibió su educación primaria en Franklin, Pensilvania. Asistió al Instituto Pratt en Brooklyn y se graduó en 1899. Estudió en la Escuela de Arte de Nueva York de 1900 a 1903 con James Carroll Beckwith, William Merritt Chase y Frank DuMond. Él y Edmund Greacen usaron el antiguo estudio de Chase para dar clases de arte. Después fue a la Academia de Bellas Artes de Pensilvania en Filadelfia, donde estudió con Thomas Anshutz y Robert Henri. Apareció por primera vez en una exposición de la Academia en 1907 y estuvo representado allí regularmente durante el resto de su vida.
En 1914, Bredin ganó el premio Julius Hallgarten en la exposición anual de la Academia Nacional de Diseño. Ese mismo año se casó con Alice Price, hermana de la pintora Mary Elizabeth Price y del influyente crítico y marchante de arte Frederick Newlin Price. Se casaron el 14 de mayo de 1914 en el jardín de la granja de la familia Price en Solebury, Pensilvania. Fueron a Francia e Italia en su luna de miel y luego se establecieron en New Hope, Pensilvania. Tuvieron dos hijas y un hijo.

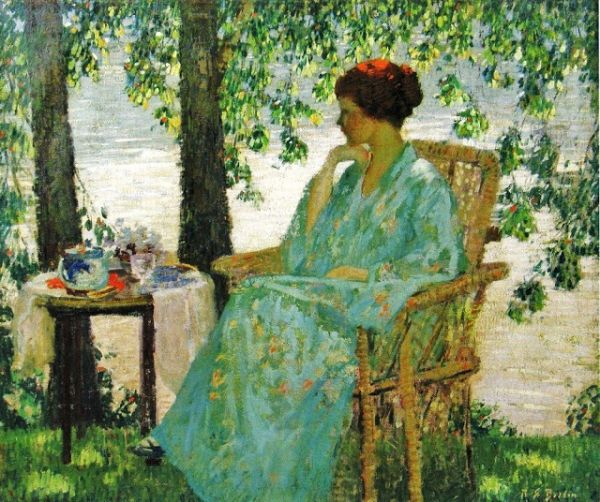
Ensueño (1915)

El escritor James A. Michener entró en contacto por primera vez con la familia Bredin, la hermana de Alice, Mary Elizabeth Price, y su hermano Frederick Newlin Price, cuando enseñaba a uno de los miembros más jóvenes de la familia, Celia Price, en la escuela secundaria en el condado de Bucks. Aparentemente, esta joven le dio a Michener su primera introducción al arte, y más tarde también conoció las obras de los otros artistas de New Hope. Michener trata a estos artistas con mucha sensibilidad en el prólogo del primer libro sobre los impresionistas de Pensilvania.

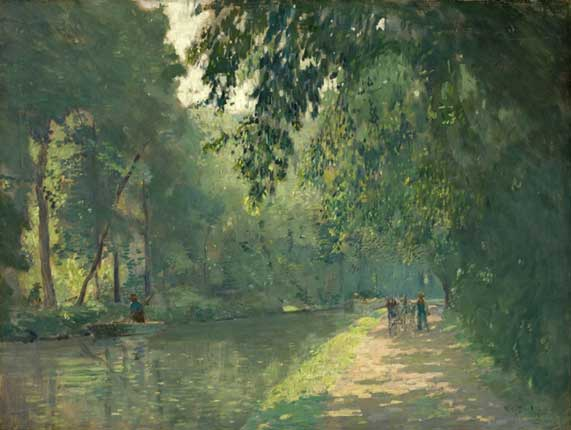
Rae Slone Bredin, After the Rain, c.1913

En 1916, Bredin, Charles Rosen, Morgan Colt, Daniel Garber, William Langson Lathrop y Robert Spencer formaron The New Hope Group para organizar exposiciones de su trabajo. En 1916-17, la exposición del New Hope Group viajó a al menos nueve lugares, incluido el Museo de Arte de Cincinnati, el Museo de Arte de Detroit y la Galería Corcoran en Washington. Junto con Edward Redfield, que estuvo notablemente ausente, estos artistas forman el núcleo inicial de los impresionistas de Pensilvania. La importancia de este grupo radica en el hecho de que expusieron sus obras juntos y fueron representativos de esa escuela de pintura de paisaje. En 1917, Bredin y Edmund Greacen formaron la Escuela de Bellas Artes de Nueva York en el antiguo estudio de Chase en la calle 25, pero ambos abandonaron ese proyecto para ir a Francia el año siguiente para servir en el "Foyer Du Soldat" francés, un programa de servicio del ejército francés y de la YMCA estadounidense. Bredin dirigía un hospital de descanso en la retaguardia de las líneas cerca de Troyes, y en 1919 era director regional.
Bredin enseñó en la Escuela de Arte de Verano de Shinnecock Hills en Shinnecock Hills, Nueva York; la Universidad de Virginia, en Charlottesville; y la Escuela de Diseño para Mujeres de Filadelfia. Varias de sus alumnas de la Escuela de Diseño para Mujeres formaron "The Philadelphia Ten" con el propósito de exhibir sus obras en el periodo 1917-1945.
Bredin murió después de una operación de cáncer el 17 de julio de 1933 en el Joseph Price Memorial Hospital de Filadelfia. Tenía cincuenta y dos años. Era profesor en la Escuela de Diseño para Mujeres en el momento de su muerte.

## Obra

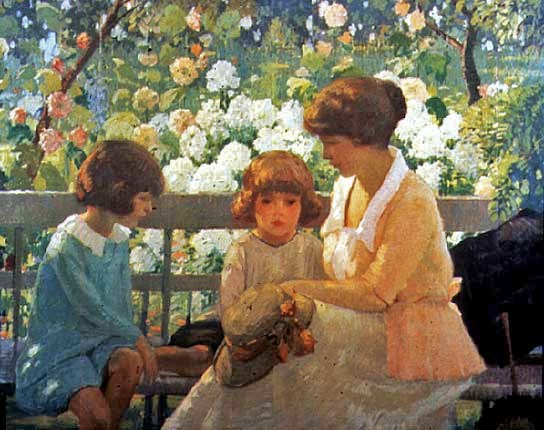
El banco del jardín (1920)

La esposa y los hijos de Bredin fueron el tema principal de sus pinturas. El más conocido y amado de estos es su "El banco del jardín", de alrededor de 1920 (colección privada) que representa a sus hijas pequeñas Jean y Barbara, sentadas con su madre, Alice, rodeadas de flores. Es una de las obras más grandes de Bredin, mide 43 por 53 pulgadas (109,2 por 134,6 cm), y fue el tema de uno de los pósteres de arte más vendidos en las últimas dos décadas. Las pinturas de Bredin representan fiestas en el césped en los terrenos de su casa "Lawn Shadows", que estaba ubicada en el canal de Delaware, justo al norte de la ciudad de New Hope. Son típicamente escenas vespertinas pintadas en la parte trasera de la propiedad del artista, con elegantes árboles y flores, con el río Delaware como telón de fondo. Siempre incluyen hermosas mujeres jóvenes con vestidos de colores pastel y, a menudo, incluyen niños y, en ocasiones, incluso a una sirvienta bien arreglada.
Bredin pertenecía al grupo de impresionistas en Pensilvania cuyo trabajo fue llamado la "primera expresión verdaderamente nacional" de Estados Unidos por Guy Pène du Bois. Bredin era una persona refinada y digna, y su carácter se refleja en sus retratos y paisajes. Sus pinturas a menudo incluyen mujeres y niños en grupos relajados, vestidos con colores delicados y ambientados en el apacible paisaje del valle del río Delaware, o en ambientes interiores. En 1928 recibió el encargo de pintar murales de las cuatro estaciones y del Delaware Water Gap para el vestíbulo del Museo Estatal de Nueva Jersey. Estos murales ahora se muestran en el Anexo de la Casa del Estado de Nueva Jersey. Expuso en el Carnegie Institute de Pittsburgh; el Instituto de Arte de Chicago y la Academia Nacional de Diseño de Nueva York.